# Salacia reticulata
A salacia reticulata também conhecida como Kothala Himbutu é uma planta de origem asiática com propriedades benéficas para a saúde em especial com benefícios para o tratamento do diabetes e obesidade. Existe em grande quantidade na Índia e no Sri Lanka.Tem sido muito usado na medicina Ayurveda para o tratamento do diabetes. Acredita-se que tenha propriedades anti-reumáticas e é tradicionalmente usada em práticas curativas. Compostos extraídos de sua raíz tem propriedades hipoglicêmicas, dentre eles pode-se citar a magiferina, cotalanol e o salacinol.